# Mevlevi
De Mevlevi-orde (Turks: Mevlevilik of Mevleviyye, Perzisch: طریقت مولویه) is een van de bekendste tariqa's. De soefiorde werd gesticht door de volgelingen van de Perzische mysticus Jalal ad-Din Rumi (1207-1273), die gedurende langere tijd in Konya in het huidige Turkije leefden.

## Sema-gebed

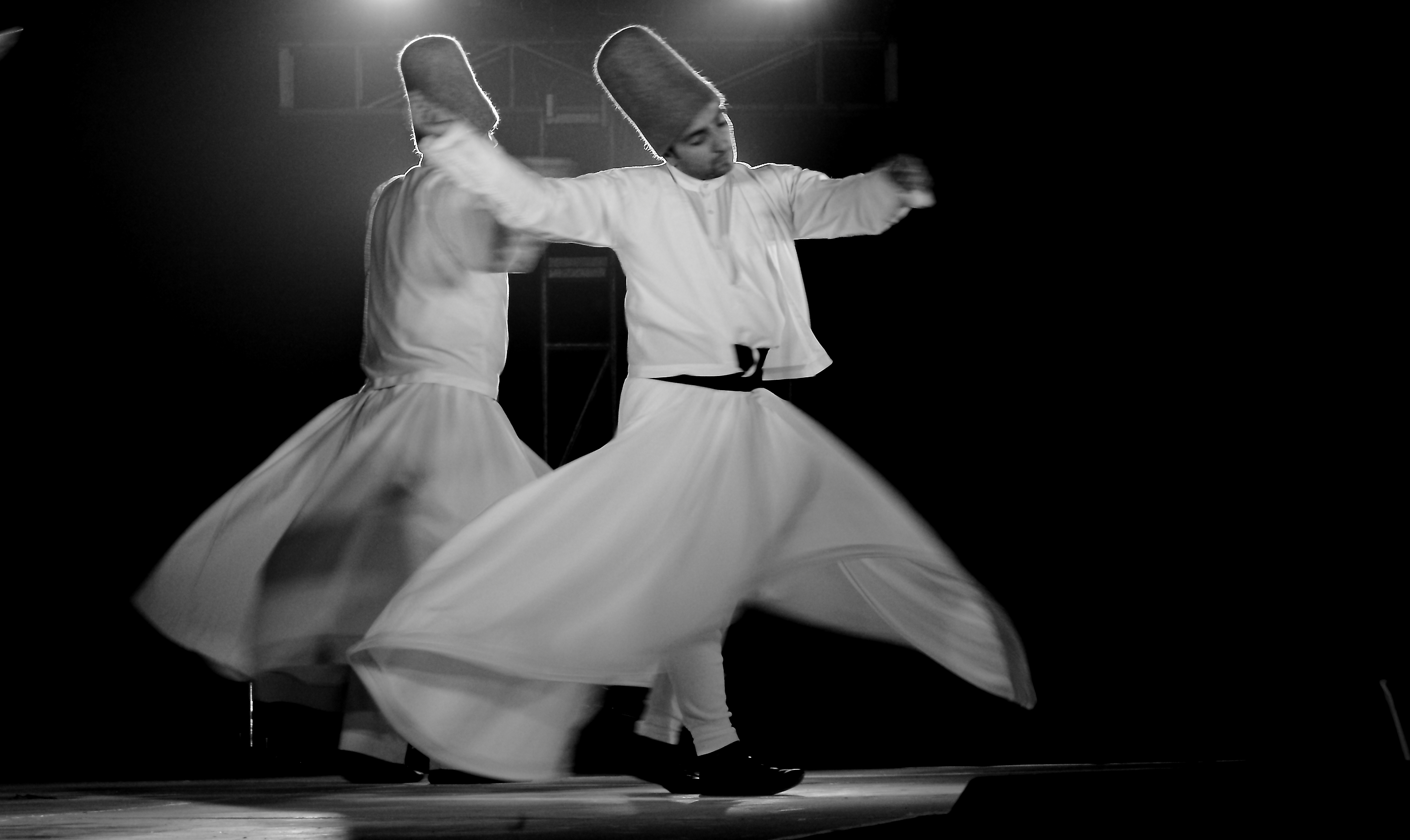
Dervisjes in sema-gebed

De aanhangers van de Mevlevi-orde, of Mevleviye, worden ook wel de draaiende derwisjen (Tr: semazen) genoemd, naar hun meest kenmerkende gebed: de Sama (Tr: Sema). Dit is een gebedsceremonie gedurende welke de derwishen met ronddraaiende bewegingen hun dhikr-gebed doen. Gedurende dit gebed probeert de derwisj zich in extase van de wereld te verplaatsen en dichter bij God te komen.
Het Sema-gebed gaat gepaard met veel symboliek. Aan het begin van de dans staat de sjeik op een rode post, symbool voor het middelpunt van de wereld. De derwisjen dragen een zwarte cape (Hırka) over het kostuum (Tennure). De cape symboliseert het graf en de hoed (Sikke) de grafsteen. Aan het begin van elke gebedscyclus zijn de armen van de derwisjen gekruist met de handen op de schouders ter getuigenis van hun eenheid met God. Na de zegeningen door de sjeik, en daarmee de opstanding uit het graf, leggen de derwisjen het grafdoek af en beginnen ze op de klank van de ney te draaien. De rechterhandpalm wijst naar boven om de zegen van God te ontvangen en de linkerpalm wijst naar onderen om de zegen aan deze wereld over te dragen.

## UNESCO

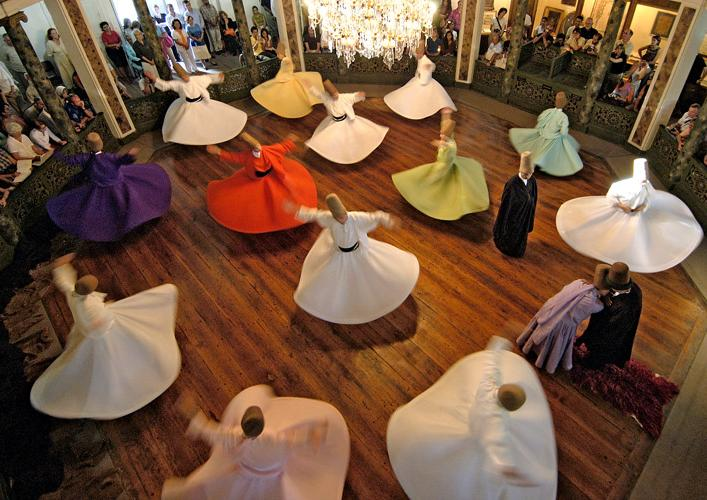

De Mevlevi-dhikr werd in 2005 in de UNESCO-Lijst van Meesterwerken van het Orale en Immateriële Erfgoed van de Mensheid opgenomen.